# Kvarteret Bodarne

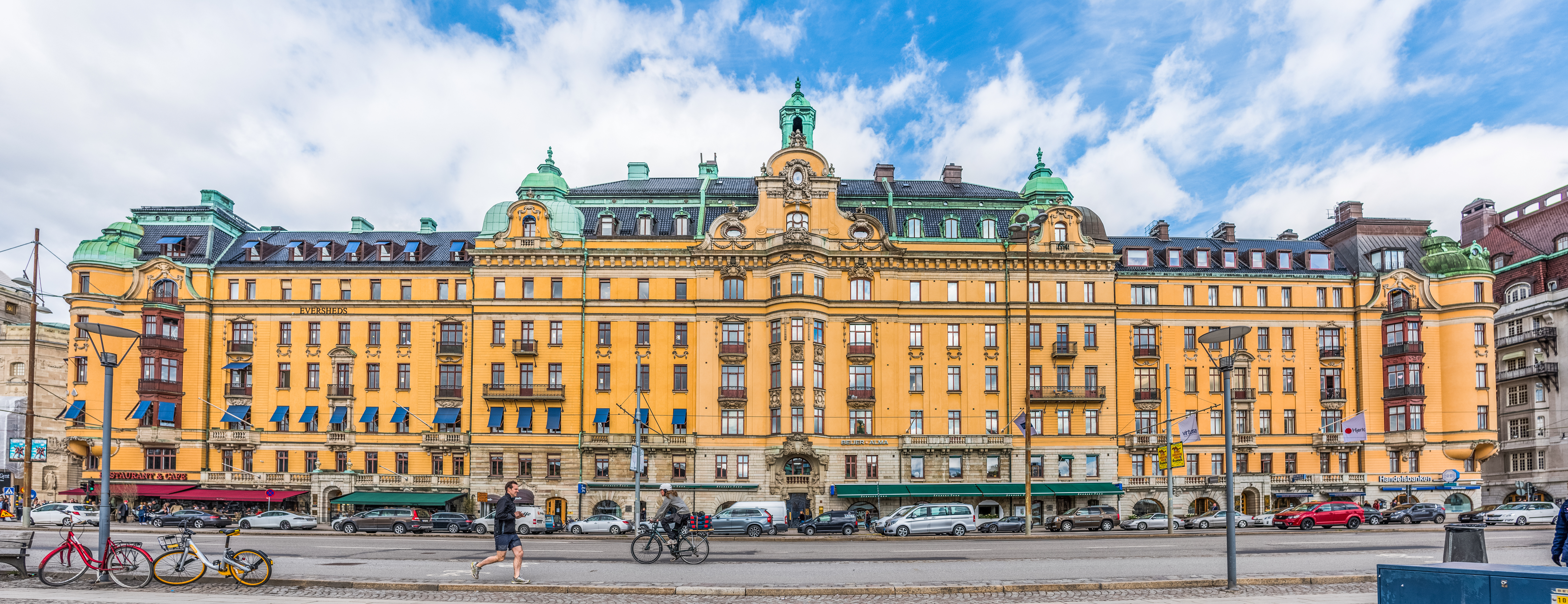
Kvarteret Bodarne, Strandvägen 1–5, 2018.

Kvarteret Bodarne (äldre namn kvarteret Bodarna) är ett monumentalt kvarter på Strandvägen 1–5, på Östermalm i centrala Stockholm, uppfört 1902–1904 och ritat av Hagström & Ekman. Kvarteret består av tre fastigheter: Bodarne 14, Bodarne 11 och Bodarne 10 (från väst till öst) och dess byggnader fick en sammanhållen arkitektur. Norra sidan av det långsmala kvarteret vetter mot Väpnargatan och Hovstallet. Kvarteret avgränsas av Sibyllegatan i väster och Artillerigatan i öster.

## Kvarteret

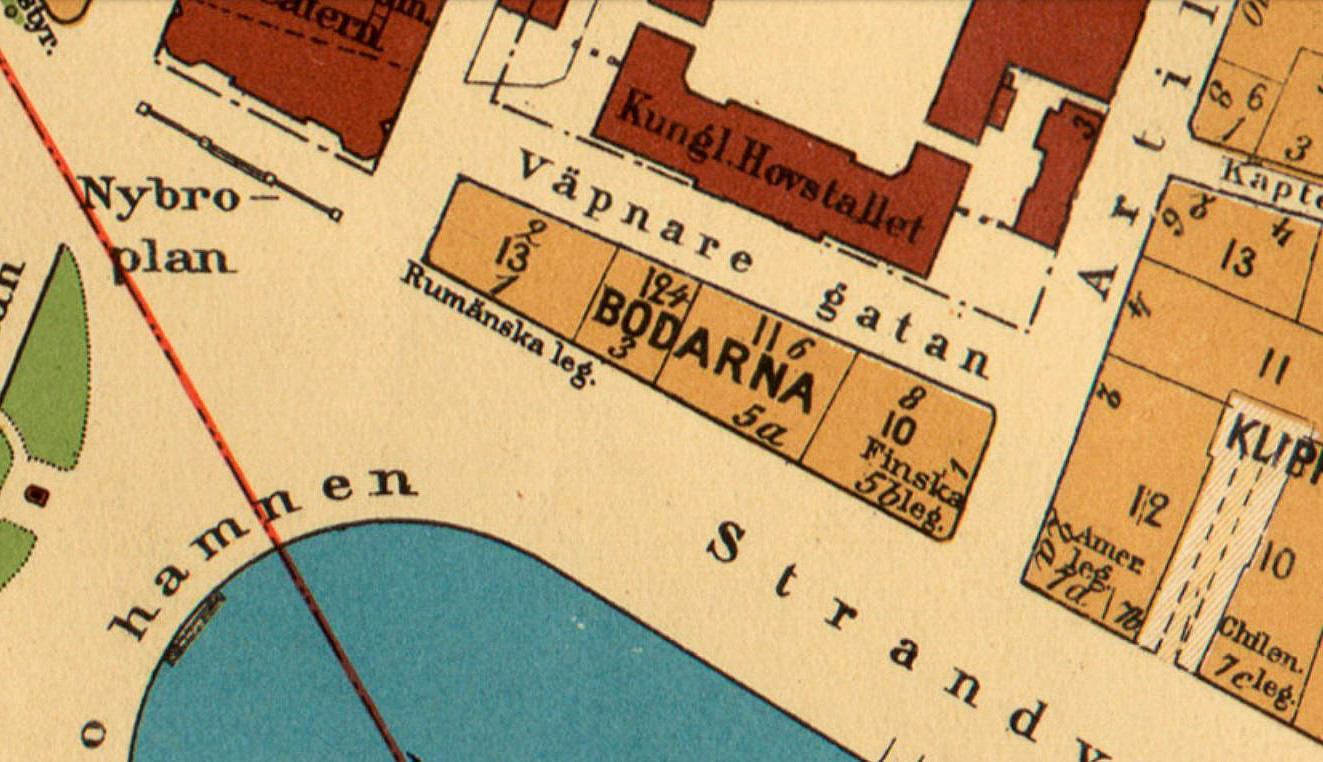
Kvarteret på 1930-talet.

Kvartersnamnet bildades först i slutet av 1800-talet och stavades till en början Bodarna (på 1950-talet ändrat till Bodarne). Namnet påminner om de många bodar och skjul som låg här längs med Ladugårdslands strandgata (föregångare till nuvarande Strandvägen). Här fanns flera upplagsplatser och här förtöjdes många fartyg i innersta delen av Ladugårdslandsviken (nuvarande Nybroviken. Till en början bestod det smala kvarteret av fyra fastigheter: Bodarna 10, 11, 12 och 13 (från öst till väst). Numer är 12 och 13 sammanslagna till 14.

## Historia

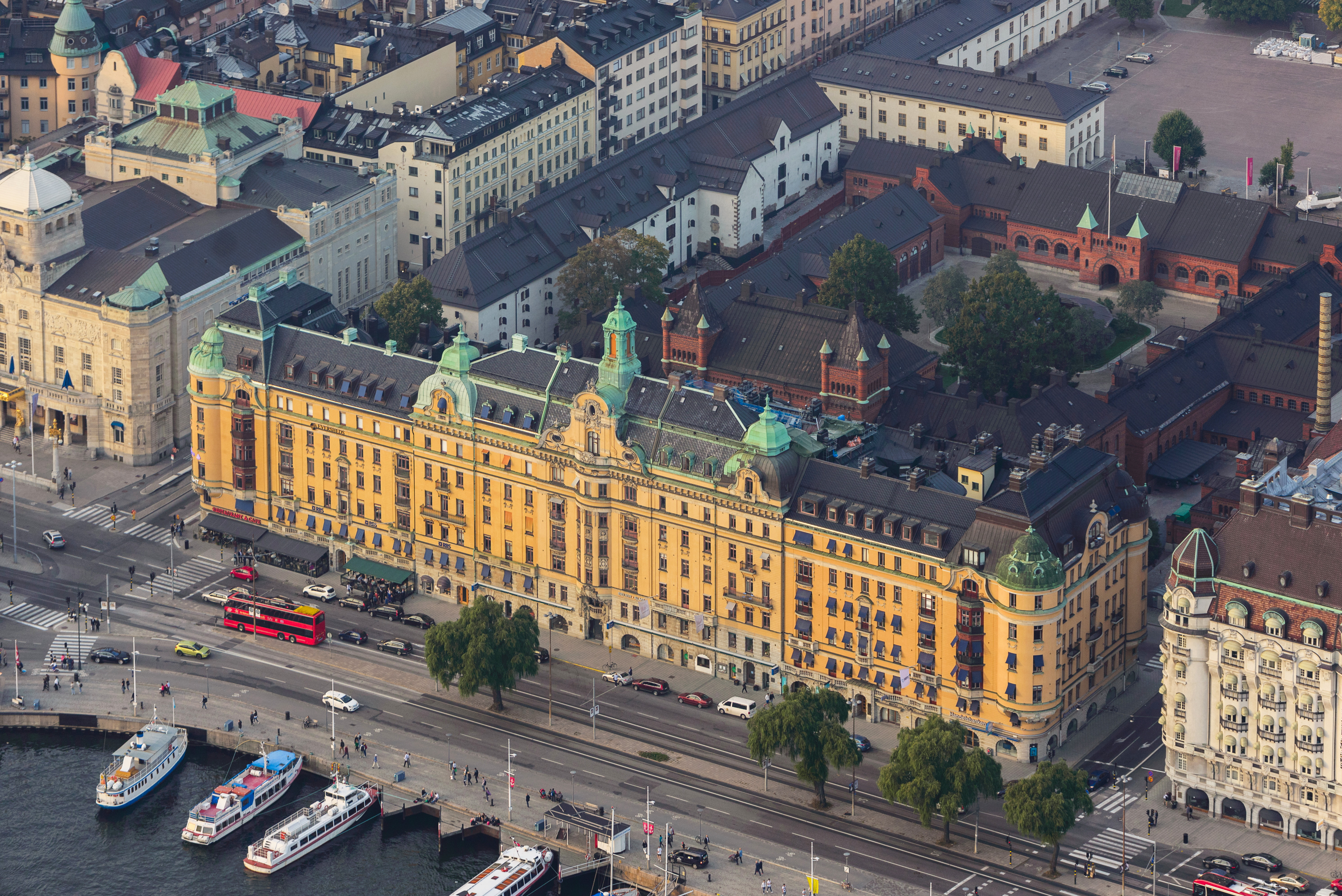
Kvarteret i september 2014.

De tre byggnaderna uppfördes som bostadshus men kom snart att kontoriseras. Arkitekt var det ofta anlitade Stockholmskontoret Hagström & Ekman. Byggherre för mitthuset (Bodarne 11) var Magnusson och Löwenadler, medan grosshandlaren Isaak Hirsch stod bakom de två sidohusen (Bodarne 10 och 14). 
Huset var i likhet med Strandvägen 7 bland de sista byggnaderna som uppfördes längs den nya paradgatan Strandvägen och är till skillnad från den äldre bebyggelsen påverkade av den nya jugendstilen. Byggmästare för samtliga tre hus var Skånska Cementgjuteriet (dagens Skanska), för  Bodarne 14 anlitades dessutom byggmästaren Johan Sjöqvist, för Bodarna 10 Richard Bengtsson och för Bodarne 11 Johan Alfred Sandberg. Inne i kvarteret finns fyra små asfalterade gårdar, en av dem är öppen mot Väpnargatan.
Kvarteret ligger i direkt anslutning till Nybroplan och Dramaten som uppfördes vid samma tid (och vars kupol tillkom för att huset inte skulle hamna i skuggan av kvarteret). På 1930-talet flyttade den kända inredningsbutiken Svenskt Tenn till kvarteret, och butiken finns kvar i nummer 5 än idag.. Kända nuvarande hyresgäster i kvarteret är Royal Bank of Scotland, Landshypotek, Holmen och Allokton.

## Arkitekterna

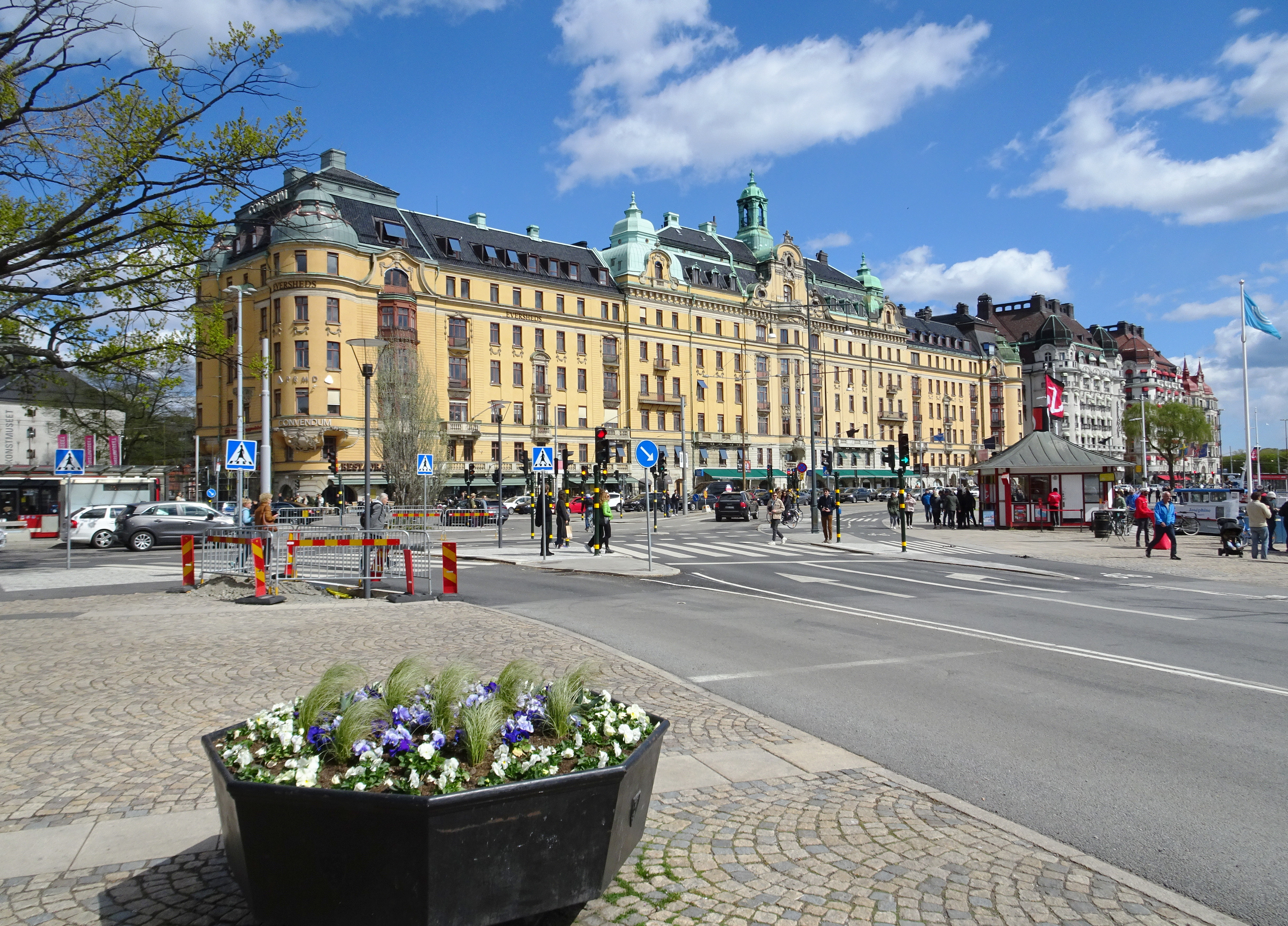
Strandvägen 1-5, vy från Nybroplan.

Arkitekterna Hagström & Ekman var efter Dorph & Höög de mest flitiga arkitekterna i Stockholm kring sekelskiftet 1900 och ritade 144 hus, bland annat bebyggelsen i grannkvarteret Klippan (Strandvägen 7).

## Byggherren
Isaak Hirsch som uppförde två av de tre byggnaderna i kvarteret var en av de ledande byggherrarna i Stockholm kring sekelskiftet. Redan vid 21 års ålder köpte han sin första fastighet och han uppförde ett flertal hus på de nya paradgatorna på Östermalm, bland annat de första husen på den nya Strandvägen och Karlavägen. 2011 förvärvade fastighetsbolaget Industricentralen fastigheten Strandvägen 1-3 från Landshypotek. Industricentralen kontrolleras av 25 av Isaak Hirschs nutida ättlingar, till exempel Olle Wästberg och Tomas Billing.

## Byggnaden
Byggnaderna är i sex plan plus en takvåning. Mitthuset pryds av ett torn. Fasaderna har en gulbrun puts och en grå sandstenssockel. Gestaltningen är rik skulptural i portaler, burspråk och gavelfrontoner. Balkongerna har räcken i smide och stenbalustrader. Taket är täckt av tegel, med koppardetaljer. Fastigheten är blåmärkt av Stadsmuseet i Stockholm, vilket är det starkaste skyddet och innebär "att bebyggelsen bedöms ha synnerligen höga kulturhistoriska värden". Byggnadens mittparti (motsvarande Bodarne 11) accentuerades genom ett högre tak som kröns av en lanternin och kupolprydda sidotorn.

### Bilder

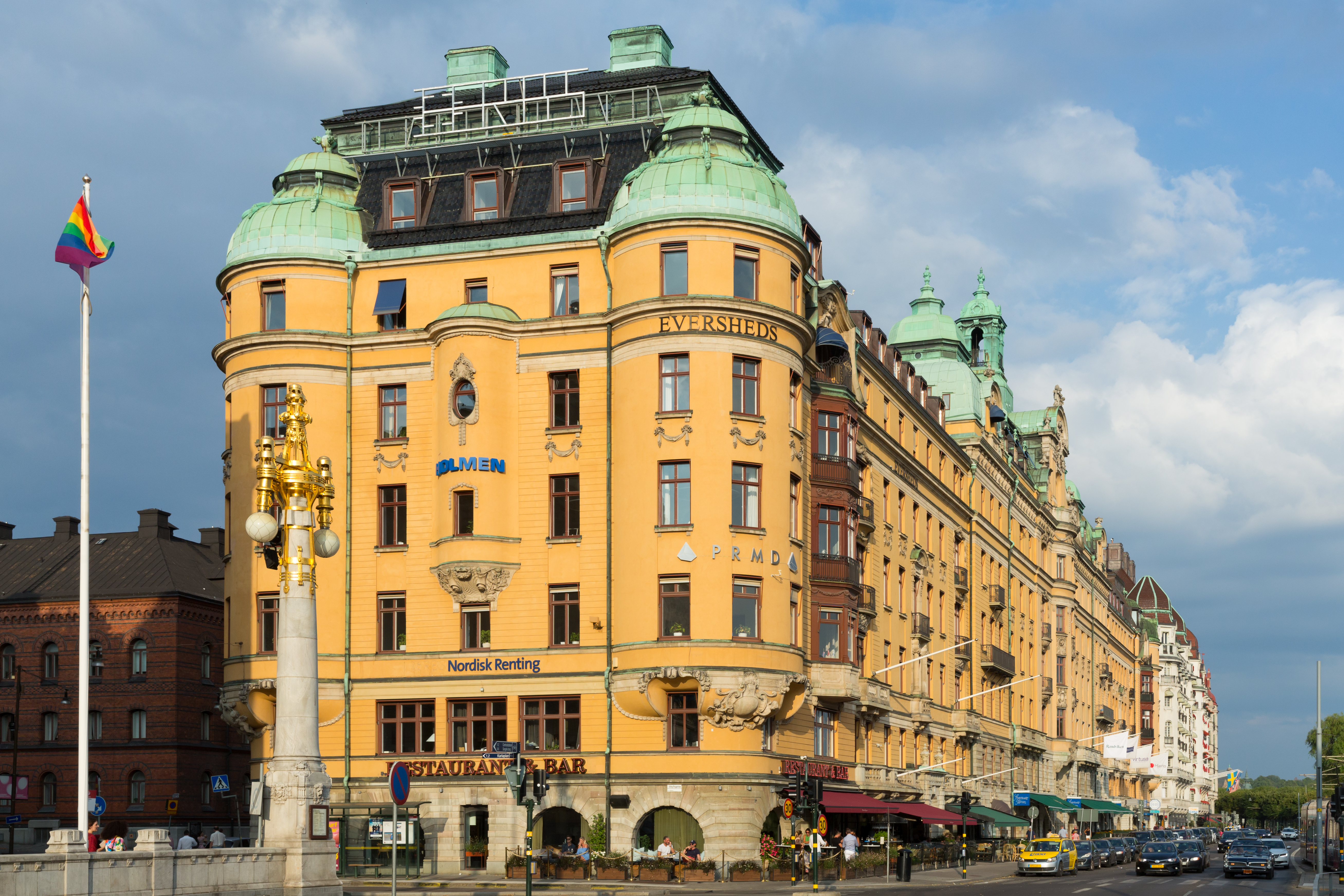
Västra gaveln mot Sibyllegatan.
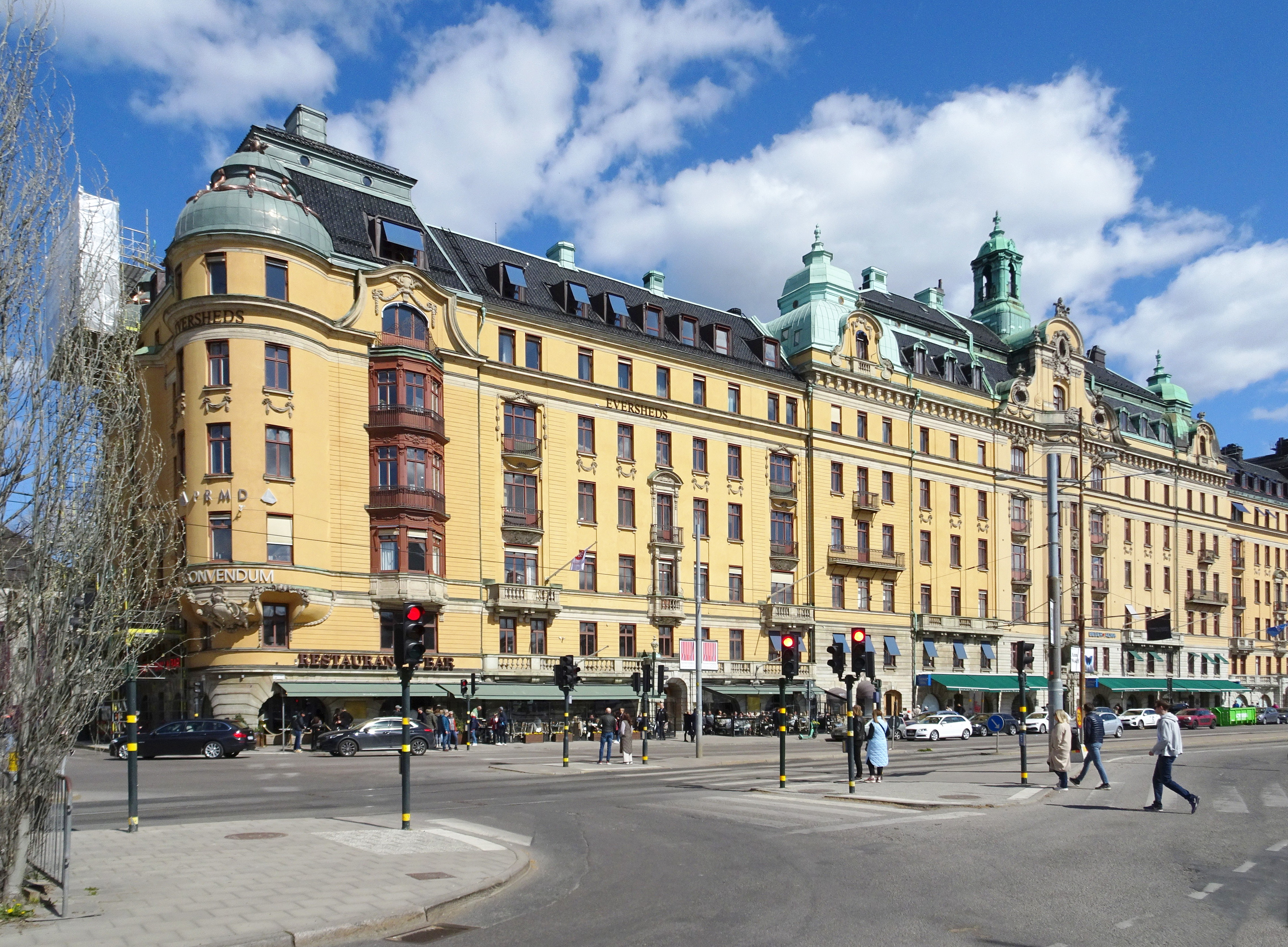
Fasad mot Strandvägen.
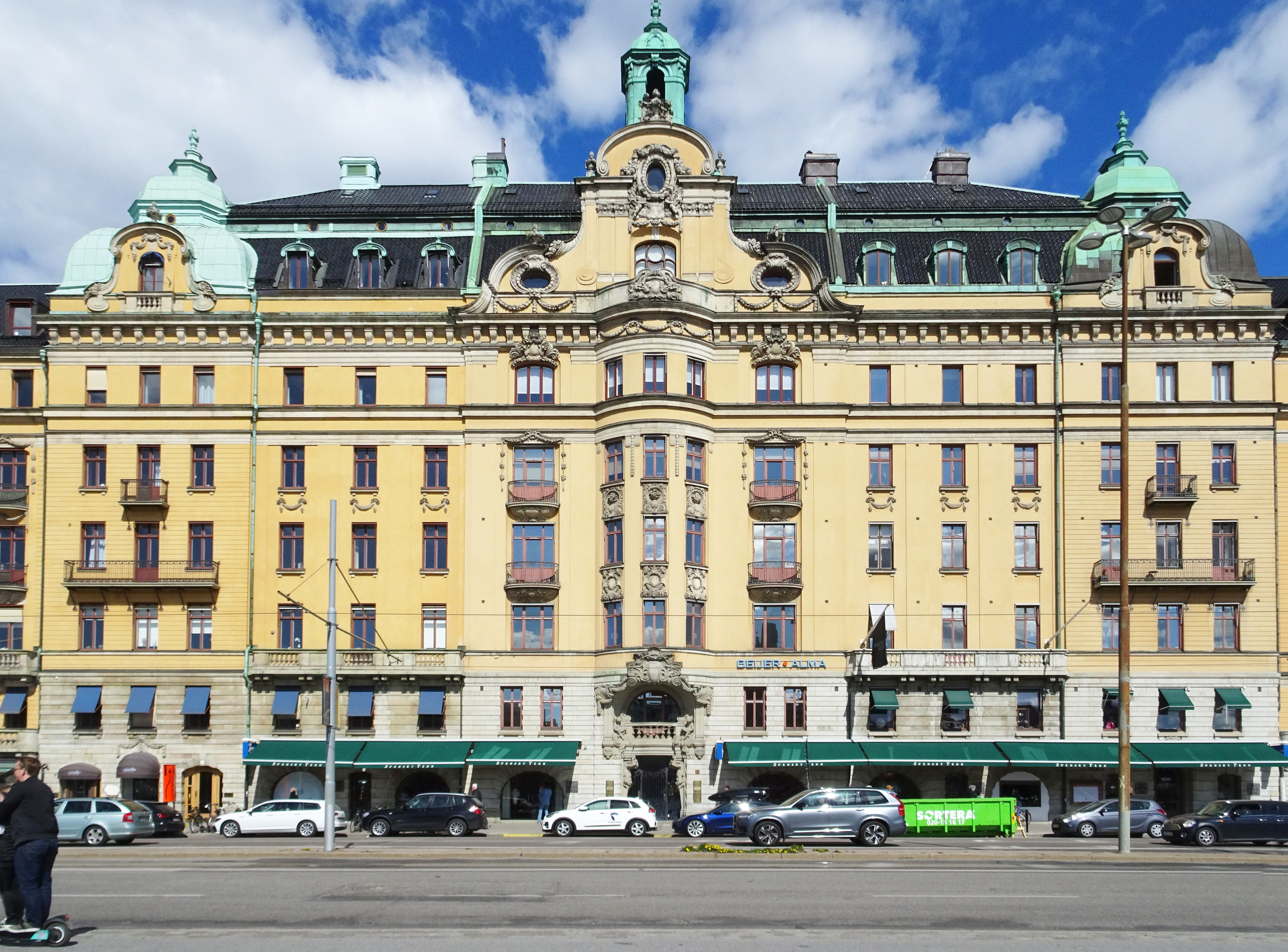
Mellersta byggnaden.
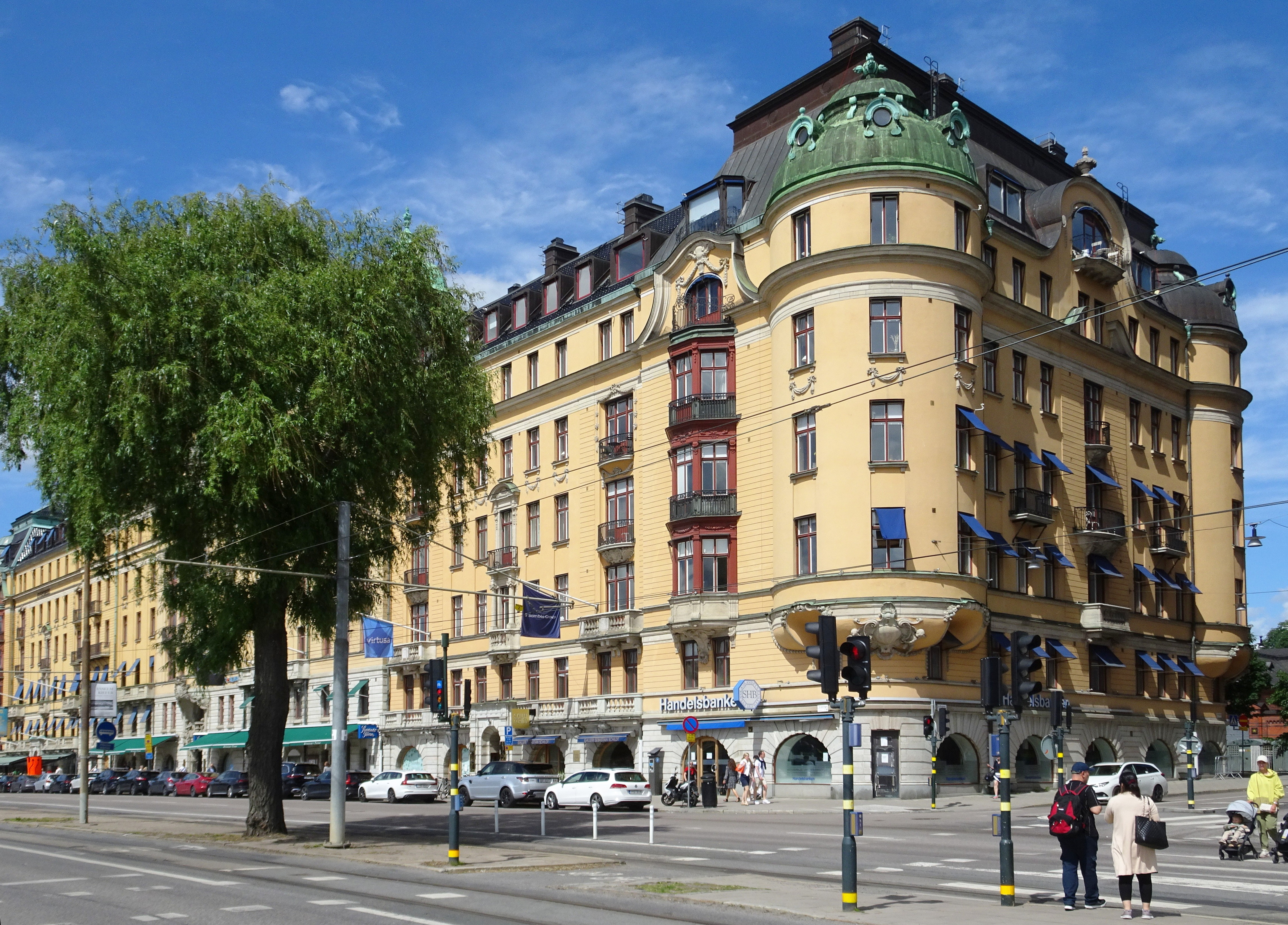
Östra gaveln mot Artillerigatan.
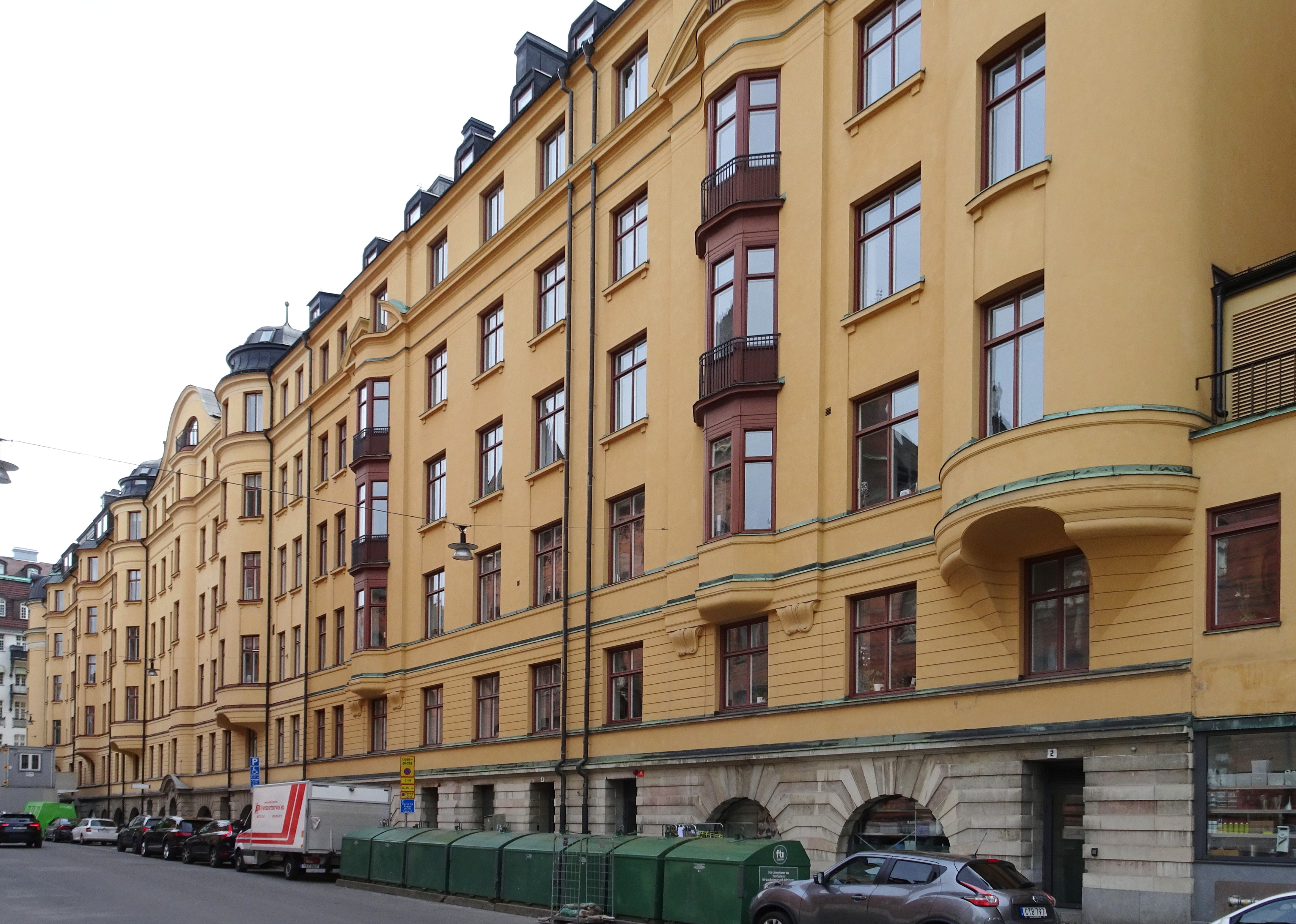
Norra fasaden mot Väpnargatan.